# Inteligencja duchowa
Inteligencja duchowa to naturalna, biologiczna oraz powszechna zdolność gatunku ludzkiego do adaptacji poprzez integrowanie przeżywanych doświadczeń i nadawanie im uogólniającego sensu. Inteligencja duchowa jest praktyczną manifestacją duchowości.
Zdaniem Iana Marshalla i Danah Zohar (2001) przejawem inteligencji duchowej jest myślenie jednoczące posiadające swoją neurofizjologiczną podstawę w postaci odkrytych przez Wolfa Singera i Charlesa Graya tzw. fal gamma – czyli oscylacji o częstotliwości 40 Hz obejmujących różne, odległe od siebie ośrodki mózgu, których intensywność wzrasta podczas integrowania percypowanych bodźców oraz medytacji (doświadczanych subiektywnie jako poczucie jedności rzeczywistości). Oznaczona skrótowo jako SQ (Spiritual Quotient), jest trzecim rodzajem zdolności inteligencji obok IQ (skrót oznacza iloraz inteligencji, powszechnie stosowany wskaźnik inteligencji racjonalnej) i EQ (inteligencja emocjonalna).
Według Roberta Emmonsa (1999, 2000) inteligencja duchowa to zdolność do wykorzystywania składającego się na duchowość systemu wiedzy eksperckiej  w odpowiedzi na ostateczną troskę (pojęcie wprowadzane przez protestanckiego teologa Paula Tillicha, czyli pragnienia wykraczające poza codzienną egzystencję, związane z rozmaicie rozumianą Transcendencją. Na inteligencję duchową w tym rozumieniu składają się:
- zdolność do transcendencji
- zdolność do przekraczania granic fizyczności
- zdolność odczuwania jedności życia i nawiązywania łączności z ludzkością, której nic nie może zagrozić, nawet śmierć
- umiejętność doświadczenia podwyższonych stanów świadomości w tym:
  - świadomość istnienia rzeczywistości ostatecznej, przyjmującej formę jedności, w której zanikają wszelkie bariery, zaś wszelkie obiekty włączone zostają w tę całość
  - doświadczanie społecznych i psychologicznych korzyści związanych z osiąganiem tych stanów
- umiejętność nadawania świętości codziennym wydarzeniom, relacjom z innymi, obowiązkom
- umiejętność wykorzystywania zasobów duchowych do rozwiązywania codziennych problemów